# Grand-Verly
 Grand-Verly  là một xã ở tỉnh Aisne, vùng Hauts-de-France thuộc miền bắc nước Pháp.